# تئاتر هارولد پینتر
تئاتر هارولد پینتر (انگلیسی: Harold Pinter Theatre) یک سالن نمایش در لندن، انگلستان است.
این سالن تئاتر که در خیابان پانتون قرار دارد در سال ۱۸۸۱ میلادی تأسیس شده و جزئی از تئاتر وست اند محسوب می‌شود. تئاتر هارولد پینتر دارای ۷۹۶ نفر ظرفیت می‌باشد.